# Budynek przyjaźni grecko-bośniackiej
Budynek przyjaźni grecko-bośniackiej – wieżowiec biurowy w centrum Sarajewa, stolicy Bośni i Hercegowiny. Obiekt oddano do użytku w 1974 roku. Jest on siedzibą Rady Ministrów i mieści się tuż obok budynku Zgromadzenia Parlamentarnego.

## Historia
W 1964 roku rozpoczęto przygotowywanie dokumentacji inwestycyjno-technicznej pod budowę wieżowca. Obiekt miał powstać obok planowanego już wcześniej budynku siedziby władz Socjalistycznej Republiki Bośni i Hercegowiny (wówczas jednej z republik Jugosławii). Ostatecznie wieżowiec powstał jako pierwszy (został ukończony w 1974 roku); znacznie niższy od niego budynek władz SR BiH (obecnie budynek Zgromadzenia Parlamentarnego) wybudowano w latach 1978–1982. Pierwotnie wieżowiec pełnił rolę siedziby organów administracyjnych republiki. Podczas wojny w Bośni i Hercegowinie (1992–1995) i trwającego wówczas oblężenia Sarajewa budynek znajdował się w centrum działań wojennych i został mocno uszkodzony. Po wojnie stał nieużywany i dopiero w latach 2005–2007 został odrestaurowany dzięki pomocy greckiego rządu, który pokrył 80% kosztów renowacji. Po modernizacji obiekt nazwano budynkiem przyjaźni grecko-bośniackiej i stał się on siedzibą Rady Ministrów niepodległej Bośni i Hercegowiny.

## Opis
Wysokość budynku wynosi 83 m. Jest to czwarta co do wielkości budowla w Bośni i Hercegowinie. Obiekt posiada 22 piętra oraz dwie kondygnacje poniżej poziomu gruntu. Łączna powierzchnia użytkowa wynosi około 19 600 m². Obok wieżowca znajduje się budynek Zgromadzenia Parlamentarnego. Obie budowle stanowią razem centrum administracyjne władz państwowych w Bośni i Hercegowinie. Przed budynkami znajduje się plac, nazwany placem Bośni i Hercegowiny.